# Скуби-Ду: Франкенстрашно
„Скуби-Ду: Франкенстрашно“ (на английски: Scooby-Doo! Frankencreepy) е директно издаден към DVD анимационен филм от 2014 година, и двадесет и третия филм от директните издадени към видео филми от поредицата „Скуби-Ду“. Премиерата на филма е на 27 юли 2014 г. от Сан Диего Комик-Кон и е пуснат на Digital HD на 5 август 2014 г. Пуснат е на DVD и Blu-ray на 19 август 2014 г.

## Актьорски състав
- Франк Уелкър – Скуби-Ду/Фред Джоунс[1][5]
- Матю Лилард – Шаги Роджърс[1]
- Минди Кон – Велма Динкли[4]
- Грей Делайл – Дафни Блейк[4]/Мама Мионе[5]
- Дийдрик Бейдър – госпожа Вандърс[5]
- Дий Брадли Бейкър – Си Ел Мангъс/господин Бъргър[5]
- Ерик Бауза – Дафоматик/АлексСуперФен2112[5]
- Джеф Бенет – Яго/Агент Шмидлап[5]
- Сюзан Блейксли – Гражданка[5]
- Кори Бъртън – Барон Базил/Барон[5]
- Кенди Майло – Циганката/Лайла[5]
- Кевин Майкъл Ричардсън – Къртбърт Кроулс/Инспектор Крънч[5]
- Фред Таташор – Франкенкрийп[5]

## В България
В България филмът е излъчен през 2015 г. по HBO, а по-късно през 2021 г. е излъчен и по Картуун Нетуърк, като част от „Картуун Нетуърк Кино“ и е преведен като „Скуби-Ду! Франкенщайнският ужас“.
Той е достъпен в стрийминг платформата „Ейч Би О Макс“.

### Дублажи

#### Войсоуър дублаж
| Преводач           | Кати Бобева                                                                |
| Озвучаващи артисти | Елена Бойчева Мими Йорданова Стефан Стефанов Димитър Кръстев Стоян Цветков |

#### Нахсинхронен дублаж
| Роля               | Изпълнител       |
| ------------------ | ---------------- |
| Шаги               | Георги Стоянов   |
| Скуби-Ду           | Георги Спасов    |
| Фред               | Кирил Бояджиев   |
| Дафни              | Златина Тасева   |
| Велма              | Татяна Етимова   |
| Мама Мионе         | Василка Сугарева |
| Г-жа Вандърс       | Здравко Димитров |
| Си Ел Мангъс       | Николай Пърлев   |
| Г-н Бъргър         | Николай Пърлев   |
| Дафоматик          | Николай Пърлев   |
| АлексСуперФен2112  | Здравко Димитров |
| Яго                | Петър Върбанов   |
| Агент Шмидлап      | Петър Върбанов   |
| Барон Базил        | Николай Пърлев   |
| Циганката          | Василка Сугарева |
| Лайла              | Василка Сугарева |
| Къртбърт Кроулс    | Петър Върбанов   |
| Инспектор Крънч    | Николай Пърлев   |
| Дафантик           | Николай Пърлев   |
| Ото Динкли         | Здравко Димитров |
| Сервитьор          | Георги Спасов    |
| Вокален изпълнител | Момчил Степанов  |

| Обработка              | Александра Аудио (2021) |
| ---------------------- | ----------------------- |
| Изпълнителен продуцент | Васил Новаков           |